# Кривощоковський сільський округ
Кривощо́ковський сільський округ (каз. Кривощеково ауылдық округі, рос. Кривощековский сельский округ) — адміністративна одиниця у складі району Шал-акина Північноказахстанської області Казахстану. Адміністративний центр — село Кривощоково.
Населення — 1038 осіб (2021; 1671 у 2009, 2330 у 1999, 2837 у 1989).
Станом на 1989 рік існувала Кривощоковська сільська рада (села Алкаагаш, Кривощоково, Соціал, Рівне), село Соколовка перебувало у складі Ольгинської сільської ради. 2018 року було ліквідовано село Соколовка.

## Склад
До складу округу входять такі населені пункти:
| Населений пункт   | Старі назви | Населення, осіб (1989) | Населення, осіб (1999) | Населення, осіб (2009) | Населення, осіб (2021) |
| ----------------- | ----------- | ---------------------- | ---------------------- | ---------------------- | ---------------------- |
| Алкаагаш, село    | -           | 400                    | 359                    | 268                    | 151                    |
| Кривощоково, село | -           | 1519                   | 1266                   | 956                    | 710                    |
| Рівне, село       | -           | 238                    | 206                    | 154                    | 73                     |
| Соколовка, село   | -           | 229                    | 131                    | 68                     | -                      |
| Соціал, село      | -           | 451                    | 368                    | 225                    | 104                    |